# Алессандро Де Росе
Алессандро Де Росе (італ. Alessandro De Rose, 2 липня 1992) — італійський стрибун у воду.
Призер Чемпіонату світу з водних видів спорту 2017 року в хай-дайвінгу.